# Gough tegen Verenigd Koninkrijk
Gough tegen Verenigd Koninkrijk is een arrest van het Europees Hof voor de Rechten van de Mens van 28 oktober 2014. Het Hof oordeelde dat een verbod op het zich naakt in het openbaar begeven geen schending inhoudt van het Europees Verdrag voor de Rechten van de Mens.

## Feiten
Stephen Gough heeft de innerlijke overtuiging dat het menselijk lichaam onbeledigend is. Om deze innerlijke overtuiging te veruiterlijken, begeeft hij zich naakt in het openbaar. Hiervoor werd hij meerdere malen gearresteerd en veroordeeld tussen 2003 en 2009.

## Juridisch
Gough deed een beroep op artikel 8 (recht op respect voor privé- en familieleven) en artikel 10 (vrijheid van meningsuiting) EVRM en beargumenteerde dat een verbod om zich naakt in het openbaar te begeven, deze artikelen schond.

### Artikel 8
Het Hof stelde dat hoewel artikel 8 ook het gewenste publiekelijk voorkomen beschermt, het niet zo is dat artikel 8 elke mogelijke persoonlijke keuze dienaangaande beschermt. Er moet een minimumlevel aan ernst zijn met betrekking tot deze keuze. Het Hof wijst erop dat publieke naaktheid geen enkele steun vindt in welke democratische samenleving dan ook. Het Hof stelt verder dat zelfs als artikel 8 van toepassing was, de omstandigheden er niet naar waren om te besluiten tot een schending. Artikel 8, tweede paragraaf voorziet immers in een uitzondering op dit recht "voor zover bij wet is voorzien en in een democratische samenleving noodzakelijk is in het belang van de nationale veiligheid, de openbare veiligheid of het economisch welzijn van het land, het voorkomen van wanordelijkheden en strafbare feiten, de bescherming van de gezondheid of de goede zeden of voor de bescherming van de rechten en vrijheden van anderen".

### Artikel 10
Het Hof wijst erop dat het recht van artikel 10 geen absoluut recht is en er beperkingen mogelijk zijn "die bij de wet zijn voorzien en die in een democratische samenleving noodzakelijk (proportioneel en subsidiair) zijn in het belang van de nationale veiligheid, territoriale integriteit of openbare veiligheid, het voorkomen van wanordelijkheden en strafbare feiten, de bescherming van de gezondheid of de goede zeden, de bescherming van de goede naam of de rechten van anderen, om de verspreiding van vertrouwelijke mededelingen te voorkomen of om het gezag en de onpartijdigheid van de rechterlijke macht te waarborgen". Het Hof bevestigt dan ook dat deze uitzondering in dit geval van toepassing is.

## Relevantie
Het Hof oordeelde in deze zaak dat het recht op privacy dat voortvloeit uit artikel 8 EVRM niet elke bedenkbare persoonlijke keuze beschermt. Volgens het Hof moet er een minimumniveau aan ernst zijn.